# Campeonato Carioca de Futebol Feminino de 2020
O Campeonato Carioca de Futebol Feminino de 2020 foi a 29ª edição da divisão principal do campeonato estadual de futebol feminino do Rio de Janeiro. A competição foi organizada pela Federação de Futebol do Estado do Rio de Janeiro (FERJ) e teve o Botafogo como campeão. 

## Regulamento
O Campeonato foi disputado em três fases, com início em janeiro e término em março de 2021.
A primeira fase, Taça Guanabara, foi disputada por nove associações, que jogaram entre si dentro do grupo, em turno único, conforme a tabela. Classificaram–se à fase final as primeiras quatro associações, aplicado, se necessários, os critérios de desempate. A primeira colocada da primeira fase foi declarada campeã da Taça Guanabara 2021 Feminino.
As quatro equipes melhores colocadas na Taça Guanabara disputaram as semifinais do Campeonato (em cruzamento olímpico, ou seja, 1º x 4º e 2º x 3º) em partida única, sem vantagem de empate para nenhuma das equipes. Em caso de empate, haveria disputa por pênaltis. As equipes vencedores disputaram a partida final, também em partida única, também sem vantagem de empate.

### Critérios de desempate
Estes foram os critérios de desempate aplicados:
1. Maior número de vitórias na fase
2. Melhor saldo de gols na fase
3. Maior número de gols pró na fase
4. Menor número de cartões amarelos e vermelhos, durante todo o campeonato, somados os cartões das atletas e comissão técnica (cada cartão vermelho equivalia a três cartões amarelos)
5. Sorteio na sede da Federação, em dia e horário a serem determinados

## Participantes
Estes foram os clubes participantes:
| Equipe         | Cidade         | Em 2019 | Títulos            |
| -------------- | -------------- | ------- | ------------------ |
| Angra dos Reis | Angra dos Reis | -       | 0 (não possui)     |
| Pérolas Negras | Resende        | -       | 0 (não possui)     |
| America        | Rio de Janeiro | 27º     | 0 (não possui)     |
| Boavista-RJ    | Saquarema      | -       | 0 (não possui)     |
| Botafogo       | Rio de Janeiro | 4º      | 1 (último em 2014) |
| Flamengo       | Rio de Janeiro | 1º      | 5 (último em 2019) |
| Fluminense     | Rio de Janeiro | 2º      | 0 (não possui)     |
| Vasco da Gama  | Rio de Janeiro | 3º      | 8 (último em 2013) |
| Portuguesa-RJ  | Rio de Janeiro | 5º      | 0 (não possui)     |

## Primeira fase (Taça Guanabara)
| Pos | Equipe         | PG | Jogos | Jogos | Jogos | Jogos | Gols | Gols | Gols | Desempenho por rodada | Desempenho por rodada | Desempenho por rodada | Desempenho por rodada | Desempenho por rodada | Desempenho por rodada | Desempenho por rodada | Desempenho por rodada | Desempenho por rodada |
| Pos | Equipe         | PG | #     | V     | E     | D     | GP   | GS   | SG   | 1ª                    | 2ª                    | 3ª                    | 4ª                    | 5ª                    | 6ª                    | 7ª                    | 8ª                    | 9ª                    |
| --- | -------------- | -- | ----- | ----- | ----- | ----- | ---- | ---- | ---- | --------------------- | --------------------- | --------------------- | --------------------- | --------------------- | --------------------- | --------------------- | --------------------- | --------------------- |
| 1   | Flamengo       | 24 | 8     | 8     | 0     | 0     | 48   | 1    | +47  | 2                     | 2                     | 4                     | 3                     | 3                     | 1                     | 1                     | 1                     | 1                     |
| 2   | Botafogo       | 21 | 8     | 7     | 0     | 1     | 31   | 3    | +28  | 3                     | 3                     | 2                     | 2                     | 1                     | 2                     | 2                     | 2                     | 2                     |
| 3   | Vasco da Gama  | 18 | 8     | 6     | 0     | 2     | 27   | 10   | +17  | 4                     | 4                     | 3                     | 4                     | 4                     | 4                     | 4                     | 3                     | 3                     |
| 4   | Fluminense     | 15 | 8     | 5     | 0     | 3     | 46   | 7    | +39  | 1                     | 1                     | 1                     | 1                     | 2                     | 3                     | 3                     | 4                     | 4                     |
| 5   | Boavista-RJ    | 12 | 8     | 4     | 0     | 4     | 11   | 27   | –16  | 8                     | 8                     | 9                     | 9                     | 7                     | 5                     | 5                     | 5                     | 5                     |
| 6   | Portuguesa-RJ  | 7  | 8     | 2     | 1     | 5     | 9    | 25   | –16  | 6                     | 6                     | 8                     | 5                     | 5                     | 6                     | 7                     | 6                     | 6                     |
| 7   | Pérolas Negras | 6  | 8     | 2     | 0     | 6     | 9    | 24   | –15  | 5                     | 7                     | 7                     | 8                     | 9                     | 8                     | 6                     | 7                     | 7                     |
| 8   | Angra dos Reis | 4  | 8     | 1     | 1     | 6     | 12   | 64   | –52  | 9                     | 9                     | 5                     | 6                     | 6                     | 7                     | 8                     | 8                     | 8                     |
| 9   | America        | 0  | 8     | 0     | 0     | 8     | 4    | 36   | –32  | 7                     | 5                     | 6                     | 7                     | 8                     | 9                     | 9                     | 9                     | 9                     |

     Campeão da Taça Guanabara 2020 e classificado para as semifinais do Campeonato
     Classificados para as semifinais do Campeonato
     Eliminados do Campeonato
Última atualização: 13 de março
Fonte: 

### 1ª rodada
| 30 de janeiro | 15:00 | Fluminense | 21 – 1 | Angra dos Reis | CT Vale das Laranjeiras |

| 30 de janeiro | 15:00 | Flamengo | 10 – 0 | Boavista-RJ | Estádio da Gávea |

| 30 de janeiro | 15:00 | Vasco da Gama | 3 – 2 | Portuguesa-RJ | Estádio Nivaldo Pereira |

| 3 de fevereiro | 15:00 | Botafogo | 3 – 0 (W.O.) | America | CEFAT |

### 2ª rodada
| 6 de fevereiro | 15:30 | Botafogo | 11 – 1 | Angra dos Reis | CEFAT |

| 6 de fevereiro | 15:30 | Fluminense | 7 – 1 | Portuguesa-RJ | CT Vale das Laranjeiras |

| 6 de fevereiro | 15:30 | Flamengo | 9 – 0 | Pérolas Negras | CEFAN |

| 7 de fevereiro | 15:30 | Vasco da Gama | 2 – 0 | Boavista-RJ | Estádio Nivaldo Pereira |

### 3ª rodada
| 10 de fevereiro | 15:30 | Botafogo | 6 – 0 | Portuguesa-RJ | CEFAT |

| 10 de fevereiro | 15:30 | Fluminense | 3 – 0 | Boavista-RJ | CT Vale das Laranjeiras |

| 10 de fevereiro | 15:30 | Vasco da Gama | 2 – 1 | Pérolas Negras | Estádio Nivaldo Pereira |

| 10 de fevereiro | 15:30 | America | 1 – 2 | Angra dos Reis | Estádio Giulite Coutinho |

### 4ª rodada
| 19 de fevereiro | 10:00 | Portuguesa-RJ | 1 – 0 | America | CFZ Recreio |

| 20 de fevereiro | 15:30 | Botafogo | 5 – 0 | Boavista-RJ | CEFAT |

| 20 de fevereiro | 15:30 | Fluminense | 3 – 1 | Pérolas Negras | CT Vale das Laranjeiras |

| 20 de fevereiro | 15:30 | Vasco da Gama | 0 – 4 | Flamengo | Estádio Nivaldo Pereira |

### 5ª rodada
| 27 de fevereiro | 15:00 | Flamengo | 1 – 0 | Fluminense | Estádio da Gávea |

| 27 de fevereiro | 15:00 | Boavista-RJ | 3 – 2 | America | CFZ Recreio |

| 27 de fevereiro | 15:00 | Angra dos Reis | 1 – 1 | Portuguesa-RJ | Estádio Jair Toscano |

| 28 de fevereiro | 15:00 | Botafogo | 3 – 0 | Pérolas Negras | Estádio Nilton Santos |

### 6ª rodada
| 3 de março | 15:00 | Botafogo | 1 – 2 | Flamengo | CEFAT |

| 3 de março | 15:00 | Fluminense | 1 – 2 | Vasco da Gama | Estádio das Laranjeiras |

| 3 de março | 15:00 | America | 1 – 4 | Pérolas Negras | Estádio Giulite Coutinho |

| 3 de março | 15:00 | Angra dos Reis | 4 – 5 | Boavista-RJ | Estádio Jair Toscano |

### 7ª rodada
| 6 de março | 15:00 | Botafogo | 1 – 0 | Vasco da Gama | CEFAT |

| 6 de março | 15:00 | Flamengo | 5 – 0 | America | CEFAN |

| 6 de março | 15:00 | Boavista-RJ | 2 – 1 | Portuguesa-RJ | CFZ Recreio |

| 7 de março | 15:00 | Pérolas Negras | 3 – 2 | Angra dos Reis | CFZ Recreio |

### 8ª rodada
| 9 de março | 15:00 | Vasco da Gama | 7 – 0 | America | Estádio Nivaldo Pereira |

| 10 de março | 15:00 | Fluminense | 0 – 1 | Botafogo | Estádio das Laranjeiras |

| 10 de março | 15:00 | Flamengo | 11 – 0 | Angra dos Reis | CEFAN |

| 10 de março | 15:00 | Portuguesa-RJ | 3 – 0 | Pérolas Negras | Estádio Luso-Brasileiro |

### 9ª rodada
| 13 de março | 15:00 | Fluminense | 11 – 0 | America | Estádio das Laranjeiras |

| 13 de março | 15:00 | Vasco da Gama | 11 – 1 | Angra dos Reis | Estádio Nivaldo Pereira |

| 13 de março | 15:00 | Flamengo | 6 – 0 | Portuguesa-RJ | Estádio da Gávea |

| 13 de março | 15:00 | Pérolas Negras | 0 – 1 | Boavista-RJ | CFZ Recreio |

### Premiação
| Taça Guanabara de 2020        |
| Rio de Janeiro                |
| ----------------------------- |
| FLAMENGO Campeão (1.º título) |

## Fase final
|  | Semifinais | Semifinais    | Semifinais |   |   | Final    | Final | Final |
|  |            |               |            |   |   |          |       |       |
|  | 2          | Botafogo      | 3          |   |   |          |       |       |
|  | 3          | Vasco da Gama | 0          |   |   |          |       |       |
|  |            |               |            |   | 2 | Botafogo | 2     |       |
|  |            | 4             | Fluminense | 0 |   |          |       |       |
|  | 1          | Flamengo      | 0          |   |   |          |       |       |
|  | 4          | Fluminense    | 2          |   |   |          |       |       |

### Semifinal
| 17 de março de 2021 | 15:00 | Flamengo | 0 – 2 | Fluminense | Estádio da Gávea |

| 17 de março de 2021 | 15:00 | Botafogo | 3 – 0 | Vasco da Gama | Estádio Nilton Santos |

### Final
| 20 de março de 2021 | 15:00 | Botafogo | 2 – 0 | Fluminense | Estádio Nilton Santos |

### Premiação
| Campeonato Carioca Feminino de 2020 |
| Rio de Janeiro                      |
| ----------------------------------- |
| BOTAFOGO Campeão (2.º título)       |

## Artilharia
Esses são as artilheiras do Campeonato:
| Gols | Jogador   | Equipe        |
| ---- | --------- | ------------- |
| 15   | Leticia   | Fluminense    |
| 10   | Lene      | Fluminense    |
| 9    | Brendinha | Botafogo      |
| 9    | Rafaela   | Flamengo      |
| 8    | Flavia    | Flamengo      |
| 6    | Ana       | Flamengo      |
| 6    | Juliana   | Botafogo      |
| 6    | Kamilla   | Botafogo      |
| 6    | Michelle  | Fluminense    |
| 6    | Tatiana   | Vasco da Gama |
| 6    | Vivian    | Botafogo      |